# 山本茂 (実業家・政治家)
山本 茂（やまもと しげる、1889年〈明治22年〉7月27日 - 1970年8月18日）は、日本の政治家・実業家。鹿児島県松山町議会議長（2期）、松山町議会議員（4期）、松山遺族会会長、松山町商工会会長などを歴任した。

## 概要
1889年〈明治22年〉、和歌山県日高郡上山路村（現・田辺市）に生まれる。
1913年〈大正2年〉、23歳の時に医師を志して家を出て、親類を頼って人吉へ移った。1917年〈大正6年〉、製材所で勤めていた茂は、親類の杭木商・古久保安次郎の手引きで松山へ移った。翌1918年〈大正7年〉、28歳の時に水力利用の製材所を興し、以後製材業を続け、1940年〈昭和15年〉、囎唹郡製材統合株式会社副社長・郡内伐出組合長・県坑木組合囎唹支部長・県平木組合長に就任した。
1942年〈昭和17年〉村会議員に当選し、終戦後は一期休んでからその後、3期当選した。その間には松山町議会の第2・6代議長を務めた。また、1951年〈昭和26年〉に現在の製材所をつくり、株式会社とした。そのほかにも郡林産協同組合長や商工会会長(昭和34年設立以来)、遺族会長や農業会、農協の役員を終生務めた。
1963年〈昭和38年〉には長年の功労が評され、松山町初の名誉町民の決定を受け、翌年1月推戴式が挙行された。
1970年〈昭和45年〉8月18日、宮崎県都城市にて亡くなった。(享年81歳)
没後、松山町による町葬が執り行われ、勲六等単光旭日章が追贈された。

## 人物
- さまざまな相談を請け負い、町の振興に寄与したことから、「親分」として町民から慕われていた。[3]
- 山本氏の流れを汲む。[4]

## 家族
- 山本しのぶ (妻・婦人会会長)
- 山本勝　(長男・戦病死)
- 山本守　(子)
- 山本隆萬(曾孫)